# Knut Leo Abrahamsen
Knut Leo Abrahamsen (* 2. September 1962 in Alta) ist ein ehemaliger norwegischer Nordischer Kombinierer.

## Werdegang
Abrahamsen nahm an den Nordischen Junioren-Skiweltmeisterschaften 1982 in Oslo teil. Dort verwies er am 3. März 1982 im Gundersen-Wettkampf von der Normalschanze mit einer anschließenden Langlaufdistanz über 15 Kilometer Andrej Simanov und Sergej Bondar aus der Sowjetunion auf die Plätze und gewann die Goldmedaille. Seine ersten Weltcuppunkte erreichte er am 24. Februar 1984 im schwedischen Falun, als er den 13. Platz erzielte. Am 18. Dezember 1987 erreichte er mit dem dritten Platz in Bad Goisern seine einzige Podiumsplatzierung in dieser Wettbewerbsserie. In derselben Saison konnte er mit dem 15. Rang auch sein bestes Resultat im Gesamtweltcup erreichen. Bei den Olympischen Winterspielen 1988 im kanadischen Calgary belegte er im Einzel den 26. Platz.

## Statistik

### Platzierungen bei Olympischen Winterspielen
| 1988 Calgary | 26. | – |

### Weltcup-Platzierungen
| Saison  | Platz | Punkte |
| ------- | ----- | ------ |
| 1983/84 | 28.   | 07     |
| 1984/85 | 20.   | 16     |
| 1985/86 | 17.   | 19     |
| 1986/87 | 25.   | 15     |
| 1987/88 | 15.   | 24     |